# Джон Уинчестър (Свръхестествено)
Джон Е. Уинчестър е измислен герой от сериала на CW, Свръхестествено. Джон също така е главен герой в комикса създаден по сериала.
Създаден е като образ от Ерик Крипки и се играе от Джефри Дийн Морган
Той е баща на Дийн (роден 24 януари, 1979) и Сам (роден 2 май, 1983) Уинчестър. Също така е и бивш морски пехотинец (Еко 2/1). Джон е наблюдавал смъртта на жена си, Мери, която е убита от Азазел в детската стая на Сам на 2 ноември, 1983.
Той научава двамата си сина да се бият със свръхестественото, с помощта на ловци, които е срещнал по пътя, включително няколко клиента от Странноприемницата на Харвел.

## Сезон 1
Двадесет и две години сле смъртта на Мери, Джон изчезва, принуждавайки Дийн да потърси Сам в Станфордския университет за да му помогне да го намери. Братята успяват да го проследят до Джерико, Калифорния. След това те следват координати намерени в нещата на баща им, мислейи че те може да ги заведат при Джон. Когато братята се завръщат в детския им дом след като Сам получава видение, те оставят съобщение на телефонния секретар на Джон. Джон ги проследява в Канзас, но не им казва, че е там докато стои при медиума Мисури Мосли.
Джон посещава братята в Чикаго, Илинойс. Мег, жена обладана от едно от децата на Азазел, им казва, че Азазел преследва Джон. След като им помага, братята се разделят с баща си, за да го защитят от Мег и Азазел. Джон пак се среща със синовете си, когато ловецът на вампири Даниел Елкинс, е убит. Оказва се, че вампирите, които са го убили са откраднали Колтът, пистолет, който може да убие всичко. Братята и Джон успяват да вземат пистолета и решават заедно да тръгнат след демона.
Когато Мег заплашва да убие приятелите им ако не ѝ дадат Колтът, Джон ѝ дава фалшив пистолет и е хванат. Братята отиват да го спасят, но той е обладан от Азазел и ги напада. Въпреки това, Джон успява да се овладее и освобождава Сам от капана му. Сам успява да вземе Колтът и го прострелва в крака, поваляйки демона. Джон умолява Сам да го убие, за да умре Азазел, но Сам не успява да го направи. Азазел обаче успява да избяга. Докато сем. Уинчестър пътуват към болница в колата на Дийн, човек обладан от демон ги блъска с камион.

## Сезон 2
След катастрофата, Сам и Джон се събуждат в болницата с малки рани. Въпреки това, живота на Дийн виси на косъм. Джон кара Сам да му набави материали, за да призове Азазел в болницата където са те. Също така изглежда знае какво иска Азазел от Сам и другите като него. Той прави сделка с Азазел, за да може Дийн да живее, жертвайки Револверът и последния му патрон, заедно с душата си.
След като Дийн се събужда, Сам разпитва Джон за това какво е правил миналата вечер. Джон му казва, че караницата им е безсмислена. Тогава Джон моли Сам да му донесе кафе. След като Сам напуска, Джон говори с Дийн. Джон казва на Дийн да се грижи за Сам. Тогава Джон прошепва нещо на Дийн. Джом напуска стаята на Дийн и се връща в стаята си, където дава Револверът на някой. Сам минава покрай стаята на Джон и го вижда да лежи в безсъзнание на пода. Докторите пристигат, за да се опитат да спасят Джон, но не успяват.
Часът на смъртта на Джон Уинчестър е 10:41. В епизода, „Кръстовищен блус“, демон казва на Дийн, че Джон страда в Ада, опитвайки се да го накара да направи сделка и да го съживи. В друг епизод, „Роден със зла участ“, демонът Мег, който е обладал Сам, казва на Дийн, че тя е видял Джон в Ада и той ги поздравява. Въпреки че този коментар е по-скоро измислен.
Джин се завръща в епизода „Ад под небето, втора част“ когато вратата към Ада е отворена. Когато Азазел тъкмо ще убие Дийн, Джон го хваща и го изкарва от човешкото тяло което е обладал. Джон и Азазел се бият, но Джон е изхвърлен от демона, който се завръща в тялото. Това разсейване дава на Дийн достатъчно време, за да вземе Револверът и да застреля Азазел в сърцето и най-накрая да го убие. След това Джон се усмихва на Сам и Дийн преди да премине през бялата светлина.

## Сезон 4
Когато Дийн е изпратен назад във времето, той среща баща си като млад. Когато Дийн започва да говори за миризмата на сяра и изчезванията на крави, Джон си помисля, че е малко луд. Когато Джон отива да си вземе кола, Дийн предлага на Джон да купи колата, която Дийн има в бъдещето. Когато Джон отива на заведение с младата Мери, се оказва че той мисли да ѝ предложи брак. Оказва се, че Мери е ловец, а Джон не е. Когато Мери отива да види Джон, Азазел, който е обладал баща ѝ, му чупи врата. Когато Азазел предлага на Мери да съживи Джон в замяна на нещо, което той ще вземе след 10 години и се оказва, че Мери е знаела за Азазел, когато е убита.

## Участие
Сезон 1 -
"Пилотен", „У дома“, „Плашило“, „Сянка“, „Нещо странно“, „Кръвта на мъртвия“, „Спасение“, „Капан на Дявола“
Сезон 2 -
"Докато умирах", „Ад под небето, втора част“
Сезон 3 -
"Обаждане от отвъдното" (само гласът му)
Сезон 4 -
"В началото" (като млад)